# Canton de la Souterraine
Le canton de la Souterraine est une circonscription électorale française située dans le département de la Creuse et la région Nouvelle-Aquitaine.
À la suite du redécoupage cantonal de 2014, les limites territoriales du canton sont remaniées. Le nombre de communes du canton passe de 10 à 7.

## Histoire
Le canton de la Souterraine a été créé en 1801.
Un nouveau découpage territorial de la Creuse entre en vigueur à l'occasion des élections départementales de mars 2015, défini par le décret du 17 février 2014, en application des lois du 17 mai 2013 (loi organique 2013-402 et loi 2013-403). Les conseillers départementaux sont, à compter de ces élections, élus au scrutin majoritaire binominal mixte. Les électeurs de chaque canton élisent au Conseil départemental, nouvelle appellation du Conseil général, deux membres de sexe différent, qui se présentent en binôme de candidats. Les conseillers départementaux sont élus pour 6 ans au scrutin binominal majoritaire à deux tours, l'accès au second tour nécessitant 12,5 % des inscrits au 1er tour. En outre la totalité des conseillers départementaux est renouvelée. Ce nouveau mode de scrutin nécessite un redécoupage des cantons dont le nombre est divisé par deux avec arrondi à l'unité impaire supérieure si ce nombre n'est pas entier impair, assorti de conditions de seuils minimaux. Dans la Creuse, le nombre de cantons passe ainsi de 27 à 15. Le nombre de communes du canton de la Souterraine passe de 10 à 7.
Le nouveau canton de la Souterraine est formé de communes de l'ancien canton de la Souterraine. Le bureau centralisateur est situé à La Souterraine.

## Géographie
Ce canton est organisé autour de La Souterraine dans l'arrondissement de Guéret. Son altitude varie de 267 m (Vareilles) à 456 m (La Souterraine) pour une altitude moyenne de 354 m.

## Représentation

### Conseillers généraux de 1833 à 2015
| Période | Période      | Identité                                   | Étiquette      | Qualité                                                                                                |
| ------- | ------------ | ------------------------------------------ | -------------- | --- |
| 1833    | 1848         | Jacques Mestadier                          | Centre droit   | Avocat à Limoges puis Conseiller à la Cour de cassation Ancien député (1817-1823, 1824-1831)           |
| 1848    | 1852         | Charles Gédéon Petit                       |                | Notaire, maire de Saint-Agnant-de-Versillat (1826-1853), ancien conseiller d'arrondissement            |
| 1852    | 1867         | Martial Victor Montaudon-Barat (1798-1887) |                | Médecin à La Souterraine                                                                               |
| 1867    | 1871         | Jean-Baptiste Alexandre Montaudon          | Monarchiste    | Général de brigade Député de la Somme (1889)                                                           |
| 1871    | 1889         | Ernest-Pierre Montaudon                    | Monarchiste    | Notaire, maire de La Souterraine                                                                       |
| 1889    | 1902         | Alfred Vernadeau                           | Républicain    | Notaire Maire de La Souterraine (1878-1902)                                                            |
| 1902    | 1919         | Xavier Belletout                           | Rad.           | Huissier de justice à La Souterraine                                                                   |
| 1919    | 1925         | Abel Miltas                                | Rad.           | Docteur en médecine à La Souterraine                                                                   |
| 1925    | 1940         | Edmond Clairaud                            | Rad. puis SFIO | Cultivateur Maire de Saint-Léger-Bridereix (1912-1954), conseiller d'arrondissement                    |
|         |              |                                            |                | |
| 1942    | 1945         | Pierre Vernadeau                           | Droite         | Avocat au barreau de Paris Maire de La Souterraine Nommé conseiller départemental en 1942              |
|         |              |                                            |                | |
| 1945    | 1970         | Henri Pluyaud                              | PCF            | Artisan électricien Maire de La Souterraine (1945-1947)                                                |
| 1970    | 1976         | Guy Picoty (1922-2001)                     | Centriste      | Chef d'entreprise Maire de La Souterraine (1971-1977)                                                  |
| 1976    | 1992 (décès) | Roger Gardet (1920-1992)                   | PCF            | Directeur de collège Maire de Saint-Maurice-la-Souterraine (1971-1992)                                 |
| 1992    | 2001         | Yves Aumaître                              | DVD            | Eleveur Maire d'Azerables depuis 1977                                                                  |
| 2001    | 2008 (décès) | Yves Furet                                 | PS             | Proviseur de lycée Maire de La Souterraine (1995-2008) Suppléant du député Michel Vergnier (1997-2007) |
| 2008    | 2015         | Marie-France Galbrun-Gallerand             | PS             | Avocate au barreau de Limoges                                                                          |

Yves Furet étant décédé le 3 août 2008, sa suppléante Marie-France Galbrun lui a succédé automatiquement.

### Conseillers d'arrondissement (de 1833 à 1940)
| Période                                  | Période          | Identité                               | Étiquette   | Qualité |
| ---------------------------------------- | ---------------- | -------------------------------------- | ----------- | --- |
| 1833                                     | 1836             | Charles Gédéon Petit (1796-1862)       |             | Notaire, propriétaire à Saint-Agnant-de-Versillat                                                           |
| 1836                                     | 1848             | Charles Rémy Montaudon-Ducros          |             | Avocat, propriétaire à La Souterraine                                                                       |
|                                          |                  |                                        |             | |
|                                          | 1888 (démission) | Adrien Chastenet                       |             | Adjoint au maire de La Souterraine                                                                          |
|                                          |                  |                                        |             | |
| 1883                                     | 1894 (décès)     | André Maurice Bassinet (1823-1894)     | Républicain | Rentier, Premier adjoint au maire de La Souterraine                                                         |
|                                          |                  |                                        |             | |
| 1922                                     | 1925             | Edmond Clairaud                        | Rad.        | Cultivateur, maire de Saint-Léger-Bridereix                                                                 |
| 1922                                     | 1928             | M. Raymond                             | Rad.        | |
| 1928                                     | 1940             | Alphonse Hippolyte Cherbey (1889-1981) | SFIO        | Cerclier, commerçant en bois à Saint-Maurice-la-Souterraine                                                 |
|                                          |                  |                                        |             | |
|                                          | 1940             | M. Paret                               | SFIO        | Maire de Saint-Maurice                                                                                      |
| 1940                                     |                  |                                        |             | Les conseils d'arrondissement ont été suspendus par la loi du 12 octobre 1940 et n'ont jamais été réactivés |
| Les données manquantes sont à compléter. |                  |                                        |             | |

### Conseillers départementaux à partir de 2015
| Période élective | Période élective | Mandat | Mandat   | Identité                                     | Nuance | Nuance | Qualité                                                                                        |
| ---------------- | ---------------- | ------ | -------- | -------------------------------------------- | ------ | ------ | ---------------------------------------------------------------------------------------------- |
| 2015             | 2021             | 2015   | 2021     | Marie-France Galbrun                         |        | PS     | Avocate au barreau de Limoges                                                                  |
| 2015             | 2021             | 2015   | 2021     | Étienne Lejeune (petit-fils d'André Lejeune) |        | PS     | Maire de La Souterraine, Premier secrétaire fédéral du PS                                      |
| 2021             | 2028             | 2021   | en cours | Patrice Filloux                              |        | PS     | Directeur adjoint du centre de rééducation de Noth, Premier adjoint au maire de La Souterraine |
| 2021             | 2028             | 2021   | en cours | Marie-France Galbrun                         |        | PS     | Conseillère sortante                                                                           |

### Résultats détaillés

#### Élections de mars 2015
À l'issue du 1er tour des élections départementales de 2015, deux binômes sont en ballottage : Marie-France Galbrun et Étienne Lejeune (PS, 29,89 %) et Jean-François Cotet et Lise Gaudin (UMP, 27,71 %). Le taux de participation est de 54,17 % (3 881 votants sur 7 165 inscrits) contre 58,65 % au niveau départementalet 50,17 % au niveau national.
Au second tour, Marie-France Galbrun et Étienne Lejeune (PS) sont élus avec 52,81 % des suffrages exprimés et un taux de participation de 54,38 % (1 858 voix pour 3 896 votants et 7 165 inscrits).

#### Élections de juin 2021
Le premier tour des élections départementales de 2021 est marqué par un très faible taux de participation (33,26 % au niveau national). Dans le canton de la Souterraine, ce taux de participation est de 33,79 % (2 316 votants sur 6 854 inscrits) contre 39,51 % au niveau départemental. À l'issue de ce premier tour, deux binômes sont en ballottage : Patrice Filloux et Marie-France Galbrun (PS, 45,11 %) et Brigitte Jammot et Jean-Marc Pioffret (DVD, 29,5 %).
Le second tour des élections est marqué une nouvelle fois par une abstention massive équivalente au premier tour. Les taux de participation sont de 34,3 % au niveau national, 40,97 % dans le département et 35,43 % dans le canton de la Souterraine. Patrice Filloux et Marie-France Galbrun (PS) sont élus avec 58,7 % des suffrages exprimés (1 305 voix pour 2 428 votants et 6 852 inscrits),,. 

## Composition

### Composition avant 2015
Le canton de Souterraine regroupait dix communes.
| Nom                          | Code Insee | Codepostal | Superficie (km2) | Population (dernière pop. légale) | Densité (hab./km2) |
| ---------------------------- | ---------- | ---------- | ---------------- | --------------------------------- | ------------------ |
| La Souterraine (chef-lieu)   | 23176      | 23300      | 37,07            | 5 496 (2009)                      | 148                |
| Azerables                    | 23015      | 23160      | 39,44            | 902 (2012)                        | 23                 |
| Bazelat                      | 23018      | 23160      | 13,43            | 281 (2012)                        | 21                 |
| Noth                         | 23143      | 23300      | 22,89            | 522 (2012)                        | 23                 |
| Saint-Agnant-de-Versillat    | 23177      | 23300      | 50,46            | 1 120 (2012)                      | 22                 |
| Saint-Germain-Beaupré        | 23199      | 23160      | 17,06            | 456 (2012)                        | 27                 |
| Saint-Léger-Bridereix        | 23207      | 23300      | 8,10             | 204 (2012)                        | 25                 |
| Saint-Maurice-la-Souterraine | 23219      | 23300      | 39,72            | 1 239 (2012)                      | 31                 |
| Saint-Priest-la-Feuille      | 23235      | 23300      | 27,44            | 800 (2012)                        | 29                 |
| Vareilles                    | 23258      | 23300      | 17,68            | 311 (2012)                        | 18                 |

### Composition à partir de 2015
Le nouveau canton de la Souterraine comprend sept communes entières.
| Nom                                    | Code Insee | Intercommunalité      | Superficie (km2) | Population (dernière pop. légale) | Densité (hab./km2) | Modifier                                    |
| -------------------------------------- | ---------- | --------------------- | ---------------- | --------------------------------- | ------------------ | ------------------------------------------- |
| La Souterraine (bureau centralisateur) | 23176      | CC du Pays Sostranien | 37,07            | 4 928 (2022)                      | 133                | modifier les données · modifier les données |
| Noth                                   | 23143      | CC du Pays Sostranien | 22,89            | 495 (2022)                        | 22                 | modifier les données · modifier les données |
| Saint-Agnant-de-Versillat              | 23177      | CC du Pays Sostranien | 50,46            | 1 059 (2022)                      | 21                 | modifier les données · modifier les données |
| Saint-Léger-Bridereix                  | 23207      | CC du Pays Sostranien | 8,10             | 165 (2022)                        | 20                 | modifier les données · modifier les données |
| Saint-Maurice-la-Souterraine           | 23219      | CC du Pays Sostranien | 39,72            | 1 126 (2022)                      | 28                 | modifier les données · modifier les données |
| Saint-Priest-la-Feuille                | 23235      | CC du Pays Sostranien | 27,44            | 721 (2022)                        | 26                 | modifier les données · modifier les données |
| Vareilles                              | 23258      | CC du Pays Sostranien | 17,68            | 322 (2022)                        | 18                 | modifier les données · modifier les données |
| Canton de la Souterraine               | 2315       |                       | 203,36           | 8 816 (2022)                      | 43                 | modifier les données                        |

## Démographie

### Démographie avant 2015
| 1962   | 1968   | 1975   | 1982   | 1990   | 1999   | 2006   | 2011   | 2012   |
| ------ | ------ | ------ | ------ | ------ | ------ | ------ | ------ | ------ |
| 12 096 | 11 905 | 11 351 | 11 267 | 10 984 | 10 611 | 10 713 | 11 433 | 11 272 |

### Démographie depuis 2015
En 2022, le canton comptait 8 816 habitants, en évolution de −6,31 % par rapport à 2016 (Creuse : −3,32 %, France hors Mayotte : +2,11 %).
| 2013  | 2018  | 2022  |
| ----- | ----- | ----- |
| 9 599 | 9 177 | 8 816 |